# Klarna
Klarna Bank AB, comúnmente conocida como Klarna, es un banco sueco que ofrece servicios financieros en línea, como soluciones de pago para escaparates en línea, cobro de deudas, pagos de crédito y más. Su servicio principal es asumir los reclamos de las tiendas por los pagos y gestionar los pagos de los clientes, eliminando así el riesgo para el vendedor y el comprador. Alrededor del 40% de todas las ventas de comercio electrónico en Suecia pasan por Klarna. La compañía tiene más de 1600 empleados, la mayoría de ellos trabajando en la sede en Estocolmo. En 2014, la compañía manejó aproximadamente 10 mil millones de dólares en ventas en línea.

## Historia
Los tres fundadores, Sebastian Siemiatkowski, Niklas Adalberth y Victor Jacobsson, participaron en el premio al espíritu empresarial anual de la Escuela de economía de Estocolmo en 2005 con su idea de cómo proporcionar a los consumidores y comerciantes métodos de pago de compras en línea más seguros y sencillos. Sin embargo, su idea no fue recibida con entusiasmo y su entrada fue una de las últimas en la competencia. A pesar de esto, decidieron fundar Klarna a mediados de 2005 y comenzaron a operar en Suecia. Una inversionista productora y la anterior gerente de ventas de Erlang Systems, Jane Walerud, invirtieron en su compañía y los pusieron en contacto con un equipo de programadores para ayudarlos a construir su plataforma.
A finales de 2007, la empresa de capital riesgo Investment AB Öresund invirtió en la empresa. Tres años después, Klarna comenzó a vender sus servicios en Noruega, Finlandia y Dinamarca..
Klarna también comenzó a prestar servicios en Alemania y los países Bajos en 2010, y en mayo del mismo año, en San Francisco, la sede de Sequoia Capital entró como inversionista. Durante el año 2010, Klarna aumentó sus ingresos en más de un 80% a 54 millones de dólares (~400M SEK). A principios de 2011, el periódico Británico The Telegraph incluyó a Klarna como una de las 100 empresas tecnológicas más prometedoras de Europa.
En 2011, la firma de capital de crecimiento General Atlantic encabezó una ronda de inversión de 155 millones de dólares junto con DST Global y el director general de General Atlantic,  Anton Levy se unió a la junta directiva. En mayo de 2011, Klarna adquirió la compañía israelí Analyzd, con actividad comercial en los mercados de Europa, Israel y los Estados Unidos. Analyzd se especializa en gestión de riesgos y pagos en línea, y sus fundadores trabajaron anteriormente para PayPal.
Klarna comenzó a ofrecer servicios en Austria en 2012, y en 2013, Klarna y la alemana SOFORT AG se fusionaron después de que Klarna adquiriera SOFORT Banking del accionista mayoritario Reimann Investors. Ambas compañías continuarían ofreciendo sus productos una al lado de la otra y operarían de manera independiente.
En 2015, Klarna tenía más de 45 millones de usuarios y alrededor de 65 000 comerciantes en línea lo han contratado hasta el momento para ejecutar sus cajas. Klarna se lanzó en los Estados Unidos en septiembre de 2015, y EE. UU. Se ha convertido en su foco principal para el crecimiento futuro. Ese año, el ministro de innovación, Mikael Damberg nombró a Klarna uno de los "cinco unicornios" de Suecia con lo que se refirió a las empresas de nueva creación que habían conseguido crecer y atraer inversiones internacionales. Las otras cuatro compañías fueron Spotify, Mojang, Skype y Rey.
A partir de 2016, Klarna está valorada en más de 2 mil millones de euros. En Money 20 / 20 Europe celebrada en Copenhague en abril de 2016, el cofundador y CEO Sebastian Siemiatkowski le dijo al socio de Sequoia Capital, Mike Moritz, que no tenía planes de hacer pública la empresa.

## Tecnología
Partes de la base de código de Klarna están escritas en Erlang, un lenguaje de programación diseñado por Ericsson, para aplicaciones altamente paralelas y escalables.

## Privacidad
El 27 de mayo de 2021, Klarna expuso los datos de sus clientes a otros clientes de forma aleatoria. Klarna manifestó que este comportamiento de la aplicación de debió a un problema técnico severo.

## Lectura futura
- «Swedish payments firm Klarna shifts focus to U.S. as revenues swell». Reuters.
- «Fast-growing Klarna expanding its role easing e-commerce». The Columbus Dispatch. Archivado desde el original el 22 de enero de 2018. Consultado el 21 de enero de 2018.
- «How Klarna got investment from Sequoia Capital – Business Insider». Business Insider.
- "Klarna, A Unicorn, Is Coming To The U.S. And Going After U.S. Credit Card Companies". TechCrunch.
- «Klarna acquires Analyzd to tie social to finance and payments». TechCrunch. 4 de mayo de 2011.
- «Making online shopping easier». Nordstjernan. Archivado desde el original el 22 de enero de 2018. Consultado el 21 de enero de 2018.

- Datos: Q1165072
- Multimedia: Klarna / Q1165072